# Molenperk
Molenperk is een buurtschap in de gemeente Veere in de Nederlandse provincie Zeeland. 
De buurtschap bestaat uit drie wegen: Vrouwenpolderseweg, Plantlustweg en Kleine Putweg. De buurtschap Molenperk dankt haar naam aan de molen "De Jonge Johannes" (voorheen "De Hoop") gelegen aan de Vrouwenpolderseweg te Serooskerke, nabij de buurtschap. De buurtschap bestaat voornamelijk uit boerderijen.

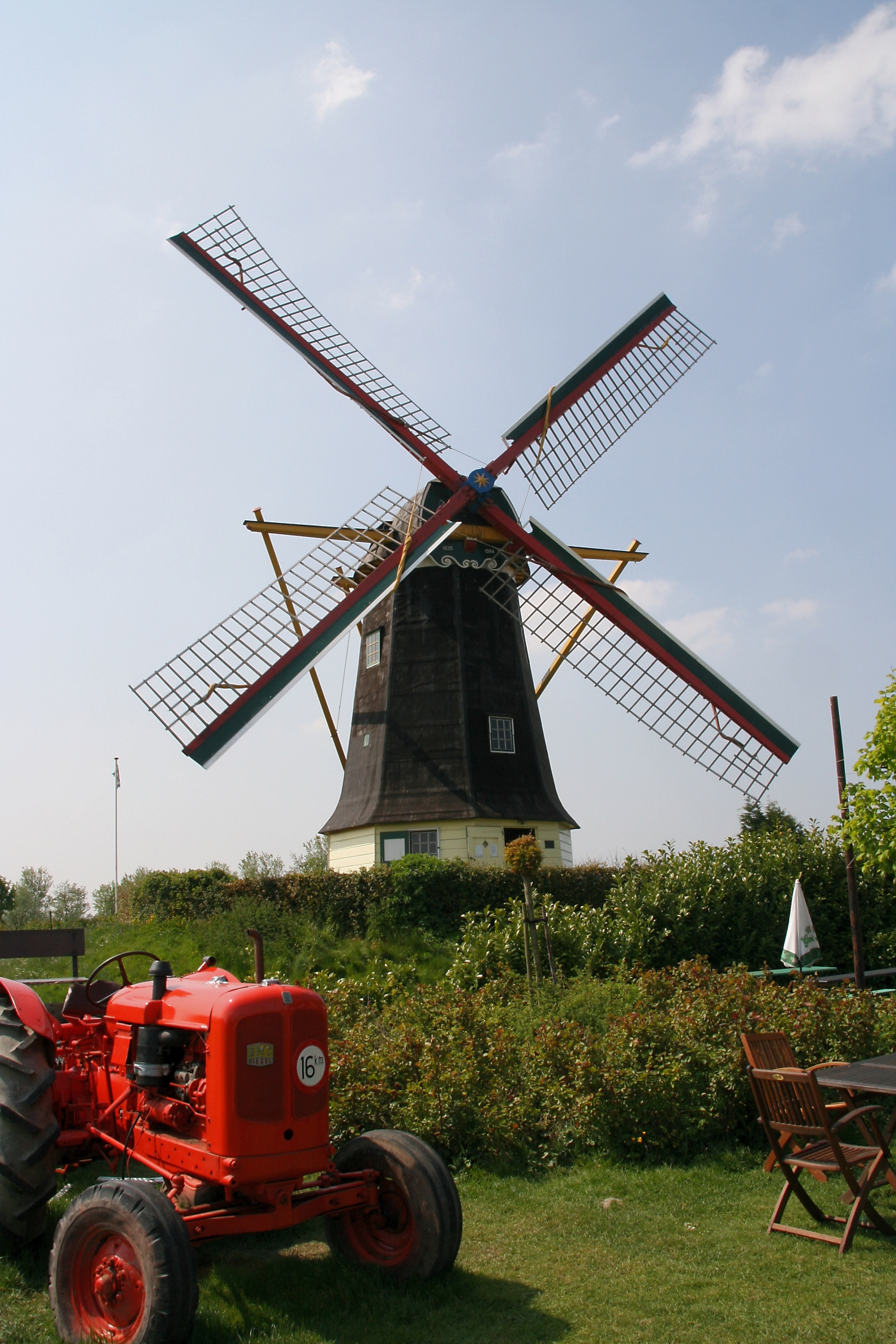
Molen de Jonge Johannes.

Steden: Domburg · Veere · Westkapelle

Dorpen: Aagtekerke · Biggekerke · Dishoek · Gapinge · Grijpskerke · Koudekerke · Meliskerke · Oostkapelle · Serooskerke · Vrouwenpolder · Zoutelande

Buurtschappen: Boudewijnskerke · Buttinge · Groot Valkenisse · Hoogelande · Krommenhoeke · Mariekerke · Molembaix · Molenperk · Pitteperk · Poppendamme · Schellach (deels) · Sint-Jan ten Heere · Sint Janskerke

(Voormalige) gehuchten: Geldtienden · Klein Valkenisse · Poppekerke · Rijnsburg · Snabbeldorp · Werendijke · Woitkensdorp · Zanddijk

Zeeland: Steden en dorpen in Zeeland      Nederland: Provincies · Gemeenten